# Uwe Fenner

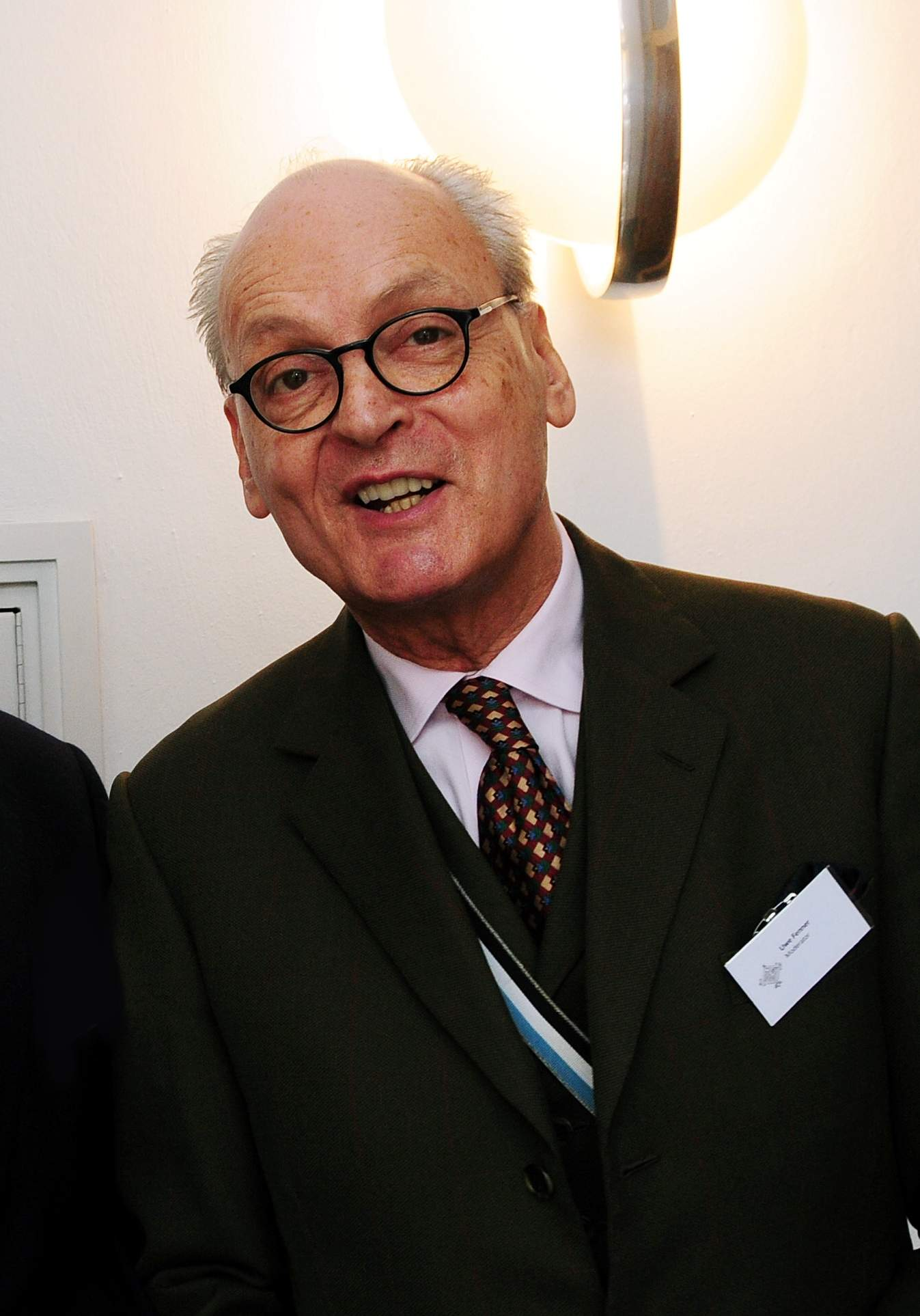
Uwe Fenner mit dem Band des Corps Suevia München.

Uwe Fenner (* 9. Mai 1943 in Waren (Müritz)) ist ein deutscher Unternehmensberater, Buchautor und Makler.

## Leben
Fenner lebte seit 1972 in Frankfurt am Main und kaufte 1992 für den symbolischen Preis von einer D-Mark das Areal der ehemaligen Zentralverwaltung für Statistik der DDR in Potsdam. Er gründete dort das Unternehmen Midat AG und veranstaltete regelmäßig Geschäftspartys unter dem Titel „Jahreszeitengespräche“. Zu den Gästen gehörten Matthias Platzeck, Moritz Hunzinger, Wolfgang Joop und Nadja Auermann. Zur gleichen Zeit begann die Staatsanwaltschaft Potsdam mit Ermittlungen wegen Subventionsbetrugs in Höhe von 1,54 Millionen Euro, die 2005 nach Berufung zu einer endgültigen Verurteilung Fenners führten. Die Midat AG hatte in der Zwischenzeit Insolvenz angemeldet.
Seit 2007 war Fenner nach einem Neuanfang als Stil- und Karriereberater sowie als Makler tätig. Im Oktober 2015 wurde er in Berlin stellvertretender Landesvorsitzender der von Bernd Lucke gegründeten Partei ALFA („Allianz für Fortschritt und Aufbruch“). Nachdem er kurz darauf einen Brief an die Wohnungsbesitzer in der Nachbarschaft des Landesamts für Gesundheit und Soziales Berlin geschrieben hatte, in dem er vor Gewalt durch die wartenden Flüchtlinge und einer Abwertung der umliegenden Immobilien warnte, wurde er von den Boulevardzeitungen B.Z. und Bild als „miesester Makler Deutschlands“ bezeichnet. Er gab daraufhin sein Amt bei der Partei ALFA nach zweiwöchiger Amtszeit ab.
Er ist seit 1964 Mitglied des Corps Suevia München.

## Werke
- Mein unternehmungsreiches Leben: Uwe und seine bürgerliche Familie. united P. C., Berlin 2021. ISBN 978-3-7103-5123-5
- Knigge für Bürgermeister. Kommunal- und Schul-Verlag. Wiesbaden 2010. ISBN 978-3-8293-0925-7
- Erfolgreich mit Stil. Der Knigge für alle Lebenslagen. Linde Verlag, Wien 2009, ISBN 978-3-7093-0251-4
- Spass am Stil: Uwe Fenner im Gespräch mit Andreas Sparberg. Book on Demand, Norderstedt 2005. ISBN 3-8334-3471-6